# Facu Regalia

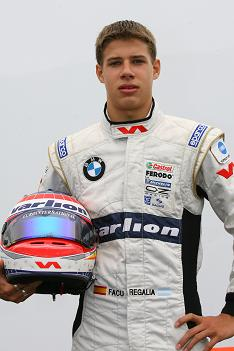
Facu Regalia

Facundo (Facu) Regalia (Buenos Aires, 23 november 1991) is een Argentijns autocoureur die ook onder de Spaanse racelicentie heeft gereden.

## Carrière

### Karten
Regalia begon in het karting in 2006, waarbij hij voornamelijk in Spanje reed.

### Formule BMW
Zijn carrière in het formuleracing begon Regalia in 2008 in de nieuwe Formule BMW Europa voor het team EuroInternational. Hij eindigde als zestiende in het kampioenschap met 60 punten.
Regalia bleef in 2009 in het kampioenschap rijden, maar nu bij het team Josef Kaufmann Racing. Hij verbeterde naar de achtste plaats in het kampioenschap met 148 punten. Ook in 2010 bleef hij in deze klasse, maar veranderde weer van team naar Eifelland Racing. Opnieuw eindigde hij als achtste met 148 punten met één podiumfinish op Zandvoort.

### Formule 3
In 2011 stapte Regalia over naar het Italiaanse Formule 3-kampioenschap, waar hij voor het team Arco Motorsport ging rijden. Hij eindigde als tiende in het kampioenschap met twee podiumplaatsen op Imola en Vallelunga. Het jaar daarna stapte hij over naar de European F3 Open voor het team Campos Racing. Hij behaalde drie overwinningen en eindigde als vierde in het kampioenschap met 186 punten. In 2015 keerde Regalia terug in de Formule 3, waar hij vanaf het raceweekend op het Autodromo Nazionale Monza uitkomt in het Europees Formule 3-kampioenschap voor EuroInternational als vervanger van Marvin Kirchhöfer.

### Auto GP
Naast de European F3 Open neemt Regalia in 2012 ook in de Auto GP deel voor Campos Racing. Hij eindigde hier als zevende in het kampioenschap met 68 punten, ondanks dat hij de laatste twee raceweekenden van het seizoen heeft gemist.
In 2015 keerde Regalia terug in de Auto GP, nadat een deal in de Formule Renault 3.5 Series voor oorspronkelijk Zeta Corse en vervolgens Comtec Racing niet doorging. Hij stapte in bij het team FMS Racing, waar hij de eerste race op de Hungaroring won.

### GP3
Regalia maakt in 2012 ook zijn debuut in de GP3 Series in het vierde raceweekend op Silverstone als vervanger van Jakub Klášterka bij Jenzer Motorsport. Het volgende raceweekend op de Hockenheimring was hij er al niet meer bij, om op de Hungaroring in te stappen bij Atech CRS Grand Prix voor één raceweekend. Zijn beste resultaat was een twaalfde plaats in de tweede race op Silverstone en hij eindigde in het kampioenschap uiteindelijk als 27e zonder punten.
In 2013 deed Regalia het volledige GP3-seizoen mee voor het kampioensteam ART Grand Prix met Conor Daly en Jack Harvey als teamgenoten. Met één overwinning op de Nürburgring en vijf andere podiumplaatsen eindigde hij als tweede in het kampioenschap met 30 punten achterstand op Daniil Kvjat.

### GP2
In 2014 stapte Regalia over naar de GP2 Series, waar hij naast Daniel Abt ging rijden voor het team Hilmer Motorsport. Na vier raceweekenden, waarin hij geen punten scoorde, vertrok hij bij het team en werd hij vervangen door Jon Lancaster.